# Бурова вежа

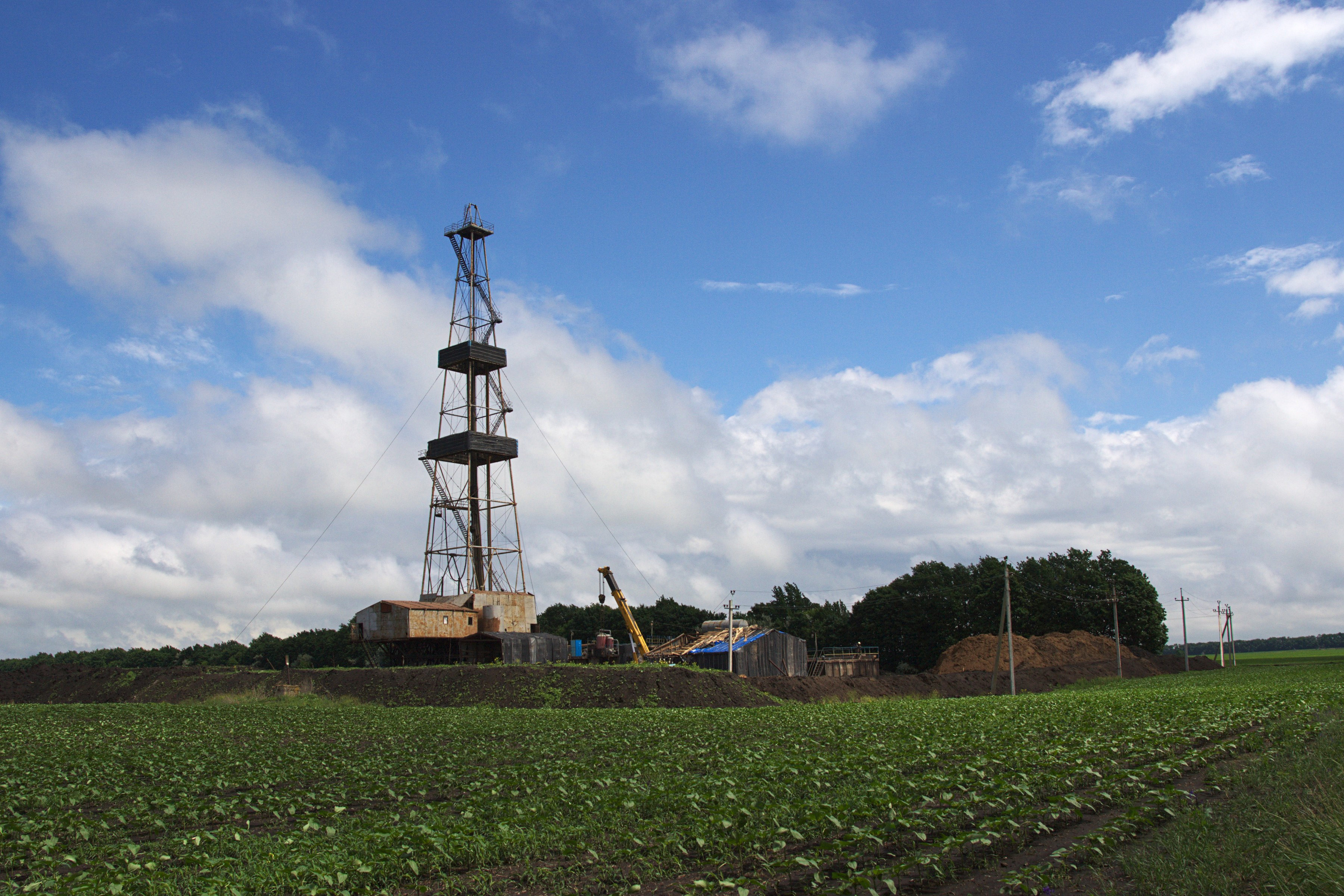
Рис. 1. Бурова вежа на газовому родовищі у Полтавській області

Бурова́ ве́жа (вишка) — конструкція (споруда), яка встановлюється над устям свердловини для вантажно-підйомних операцій при бурінні (опускання і підіймання бурового інструменту, вибійних двигунів, обсадних труб).

## Опис
Бурові вежі обладнуються маршовими сходами, майданчиком для обслуговування кронблока і платформою верхового робітника, що призначена для встановлення бурильних свічок і забезпечує безпеку під час спуско-підіймальних операцій.

Рис. 2. Складові частини бурової вежі:
1 — резервуар для бурового розчину
2 — вібраційне сито
3 — всмоктувальна труба
4 — буровий насос
5 — двигун
6 — вібраційна труба
7 — бурова лебідка
8 — провідна бурильна труба
9 — шланг провідної бурильної труби
10 — коліно труби
11 — талевий блок
12 — талевий канат
13 — кронблок
14 — стояк вежі
15 — балкон робітника
16 — свічки
17 — підсвічник
18 — вертлюг
19 — стояк
20 — буровий ротор
21 — бурова підлога
23 — превентор
24 — противикидні пристрої
25 — бурильна колона
26 — бурове долото
27 — кондукторна колона
28 — викидна лінія бурового розчину.

Розрізняють бурові вежі баштові і А-подібні. Найбільше поширення отримали секційні А-подібні бурові вежі, які складаються з 2-х опор, що утримуються у вертикальному стані з допомогою спеціальних трубних підкосів або портальної споруди і канатних відтяжок. Баштові бурові вежі застосовуються при бурінні на морі і надглибокому бурінні (глибиною 8—10 тисяч м і більше). Передня грань вежі відкрита, що забезпечує доставляння і викидання на приймальний поміст труб і штанг. Висота бурових вишок залежить від проектної глибини свердловини і становить 9—58 м. Баштові бурові вежі транспортують у складеному вигляді (разом із основою бурової) або поагрегатно, А-подібні перевозять у складеному вигляді. Маркування бурових вишок включає тип вежі (ВА — А-подібна, ВБ — баштова), відстань від основи до кронблочного майданчика (в м), максимальна вантажопідіймальність (у тоннах).
Пересувні мобільні бурові вежі монтуються на шасі автомобіля. Приклад в Україні — CPV — 34144100-9 — Пересувні бурові вежі (Мобільний підіймальний агрегат вантажопідйомністю 125 т)
Вантажопідйомність бурової вежі (щогли) — величина параметра «Допустиме навантаження на гаку» у поєднанні з навантаженнями на ходовому і нерухомому кінцях каната.

### Підсвічник
Підсві́чник (рос. подсвечник; англ. pipe setback, setback area, нім. Gestängekissen n) — майданчик, який розміщується всередині бурової вежі, дещо вище над підлогою, і призначений для встановлення на ньому у вертикальному положенні бурильних труб при підніманні їх свічками.

## Різновиди

### Класифікація

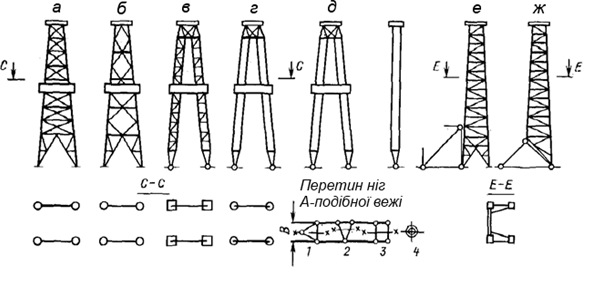
Рис. 3. Конструктивні схеми бурових веж.

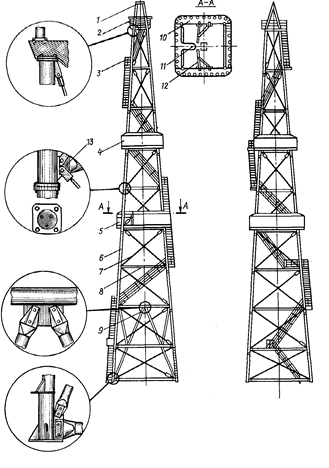
Рис. 4. Баштова вежа. 1 — козли; 2 — підкронблочний майданчик; 3 — металеві сходи;
4, 5 — балкони; 6 — нога; 7 — гнучка діагональна тяга; 8 — пояс; 9 — ворота;
10 — майданчик; 11 — люлька; 12 — палець; 13 — косинка

Бурові вежі виготовляють із труб, кутнинків, швелерів і круглого прокату. Для несучих елементів бажано застосовувати трубчасті профілі, які порівняно з іншими видами профілів мають більш високий радіус інерції і придають вишці сприятливі аеродинамічні властивості, що сприяють зниженню вітрових навантажень на вежу.

### Баштові вежі
Баштові вежі виготовляються з гнучкою (рис. 3.1, а) і жорсткою (рис. 3.1, б) решітками. Ноги баштових вишок виготовляють із зварних чотиригранних ферм (рис. 3.1, в) або з труб великого діаметра (рис. 3.1, г). Вежі цих типів називають пілонними. Незалежно від конструктивної схеми баштові вежі характеризуються високою жорсткістю і опірністю крутінню під дією моменту сил, який створюється натягом нерухомої і ходової струн талевого каната. Внаслідок великого числа болтових з'єднань збирання баштових вишок поєднується з великою трудомісткістю. Відсутність зв'язків між ногами пілонних веж сприяє підвищенню їх монтажездатності.
Баштова вежа (рис. 4) являє собою чотиригранну зрізану піраміду, що складається з чотирьох похило розташованих ніг 6, які пов'язані між собою поясами 8 і гнучкими діагональними тягами 7. У розглянутій конструкції ноги і пояси вежі виготовлені із труб, а діагональні тяги — з круглого сталевого прокату. На наголовнику вежі встановлюється суцільнозварна підкронблочна рама, козли 1 і підкронблочний майданчик 2. Козли забезпечені блоком, який використовується при монтажі вежі, заміні кронблока та підйомі інших вантажів. Балкони 4 і 5 призначені для роботи верхового робітника при ручній розстановці бурильних свічок довжиною 36 і 27 м.
Кожен балкон складається з чотирьох майданчиків 10, каркаса укриттів і обладнаний пальцями 12 з шарнірною головкою для установки свічок та люлькою 11 для верхового робітника, розміщеною відносно осі свердловини на достатній відстані для проходу талевого блока. При надмірному віддаленні люльки погіршуються умови роботи верхового робітника. На висоті близько 15 м знаходиться майданчик для обслуговування стояка маніфольда бурових насосів і бурового рукава.
Згідно з вимогами безпеки, ширина майданчика бурової вежі повинна бути не меншою 750 мм. Майданчики мають металевий настил із просічно-витяжного листа (щоб запобігти ковзанню), перила висотою не менше 1200 мм з поздовжніми планками і прилеглий до настилу борт висотою 150 мм. Вежа забезпечена маршовими металевими сходами 3 шириною не менше 650 мм з перехідними майданчиками і перильним огородженням висотою не менше 1000 мм. На двох протилежних гранях є ворота 9 для затягування необхідного обладнання.
Ноги вежі збираються зі стійок, які стикуються болтовими фланцями, привареними до їх торців. Застосування фланцевих стиків з болтами нормальної точності запобігає ослабленню посадок. Для зручності складання і центрування торці стійок забезпечені конусними напрямними. Нижні стійки ніг мають опорні плити і кронштейни для домкратів, що використовуються при центруванні вежі. Застосовуються й інші способи з'єднання стійок ніг вежі (фланцеве з'єднання на півхомутах та відкидних болтах; з'єднання «торець в торець», стяжними болтами та ін.)
Пояси й діагональні тяги з'єднуються болтами з привареними до ніг веєі косинками 13. Стійки ніг і пояси вежі виготовляють із труб, діагональні тяги — з крупного прокату. В іншій модифікації, яка відрізняється жорсткими комбінованими хрестовими ґратами, ноги вежі виготовляють із двох хрестоподібно розташованих косинців, а пояси і розкоси — з косинців меншого розміру.

### Щоглові вежі

Рис. 5. Щоглова А-подібна вежа. 1 — майданчик; 2 — зварна секція;3 — балкон; 4 — нога вежі; 5 — підкоси; 6 — маршові сходи

Щоглові вежі (рис. 3.1, д) мають А-подібну форму і завдяки зварній конструкції секцій ніг мають високу монтажездатність. Ноги вежі мають трикутний 1 і 2, чотирикутний 3 або кільцевий 4 перетин. При однакових розмірі В і площі поперечних перетинів найбільший опір вигину і крученню мають вежі з чотирикутним перетином ніг. Це обумовлено тим, що моменти інерції перетинів 1, 2, 3 відносно осі х змінюються пропорційно відношенням 1 : 1,35 : 1,50. Вежі з чотирикутним перетином ніг найбільш матеріалоємні. Вежі з кільцевим перетином ніг виготовляються із труб великого діаметру, що призводить до їх обважнення. Жорсткість і монтажездатність добре поєднуються в бурових вежах з відкритою передньою гранню, що мають чотири (рис. 3.1, е) або дві опори (рис. 3.1, ж) і П-подібну форму поперечного перетину.
Щоглова А-подібна вежа (рис. 5) складається з двох ніг, які несуть основне навантаження, і підкосів 5, що утримують вежу в робочому положенні. Залежно від висоти вежі кожна нога збирається з трьох — п'яти зварних секцій 2, виготовлених із труб або профільного прокату. Секції стикуються за допомогою фланцевих з'єднань. Для прискорення складання замість фланцевих з'єднань застосовуються півхомути. Верхні секції мають провушини для з'єднання з підкронблочною рамою, що надає вежі жорсткість. На підкронлочній рамі встановлені козли і майданчик 1 для обслуговування й ремонту кронблока.
Залежно від схеми підйому та конструкції вежі підкоси 5 розташовуються з боку містків або на протилежному боці і за допомогою провушин з'єднуються з ногами вежі і башмаками, які встановлені на основі вежі. Ноги 4 вежі шарнірно з'єднуються з опорою, яка центрує вежу відносно осі ротора. Балкон 3 для верхового робітника і магазин для свічок кріпляться до ніг вежі за допомогою кронштейнів.
Стояк маніфольда бурових насосів розташовується всередині ноги вежі. Для обслуговування та заміни бурового рукава всередині ноги вежі є невеликий майданчик. Маршові сходи 6 монтуються на гранях однієї з ніг вежі і доходять до балкона. Всередині ноги вежі встановлюються сходи тунельного типу.
А-подібну та інші щоглові вежі збирають у горизонтальному положенні на спеціально підготовленому майданчику. У вертикальне положення вежу піднімають за допомогою стріли і блоків, які оснащені канатом, ходовий кінець якого кріпиться до барабана бурової лебідки, або трактора-підйомника. У бурових установках універсальної монтажездатності для підйому вежі використовується спеціальний механізм підйому, який являє собою достатньо жорстку П-подібну раму з двома підкосами та поліспастом. За допомогою бурової лебідки, що приводиться від регулятора подачі долота, і поліспасту механізму підйому вежі встановлюється в робоче положення і кріпиться підкосами, які придають вишці стійкість під час експлуатації.
При підйомі із свердловини бурильні свічки нижнім кінцем встановлюють на підсвічник. Верхній кінець свічок заводять в так званий магазин, і вони упираються на палець (див. рис. 4, перетин А-А). Між пальцем і люлькою є просвіт для вільного проходу труб найбільшого діаметру. Пальці виготовляють з товстостінних труб, вони мають шарнірну головку, яка повертається при випадкових ударах талевого блоку і завдяки цьому запобігається поломка пальця.

### Інші

Рис. 2. — Схема бурової установки для глибокого обертального буріння
1 — долото; 2 — вибійний двигун; 3 — бурильна труба; 4 — бурильний замок; 5 — бурова лебідка; 6 — силовий привід бурової лебідки і ротора; 7 — вертлюг; 8 — талевий канат; 9 — талевий блок; 10 — гак;
11 — гнучкий буровий шланг; 12 — ведуча труба; 13 — ротор; 14 — бурова вежа; 15 — жолобна система; 16 — маніфольд; 17 — буровий насос; 18 — силовий привод бурового насоса; 19 — приймальна ємність

У пілонній вишці аналогічної висоти й вантажопідйомності стійки ніг виготовляються із труб великого діаметру і з'єднуються за допомогою литих сталевих фланців, приварених до торців стійок. Верхні кінці ніг пілонної вежі шарнірно з'єднуються з підкронблочною рамою. Взаємне положення ніг і жорсткість вежі забезпечуються діагональними гвинтовими стяжками, які з'єднують верхні стійки ніг і горизонтальними гвинтовими тягами, розташованими в середній і нижній частинах вежі. Опори ніг пілонної вежі виконані у вигляді конуса з провушиною, яка закріплюється у спеціальній стійці на фундаменті. Баштові вежі монтуються переважно зверху вниз за допомогою спеціальних підйомників.

## Кріплення веж відтяжками
Відтяжки призначаються для утримання веж від перекидання при дії горизонтальних навантажень, що виникають від вітру, і встановлюються за палець свічок бурильного інструменту. Окрім цього, відтяжки також перешкоджають втраті стійкості вежі від скручування.
Для веж баштового типу відтяжки розташовують у площинах діагоналей башти, а для щоглового типу — в площинах діагоналей квадрата, центром якого є вісь свердловини, а дві сторони перпендикулярні осі приймального моста.
Відтяжки до ніг веж кріплять у процесі збирання. Нижні кінці відтяжок після збирання веж кріплять до спеціально виготовлених якорів. Кількість відтяжок на вежах може бути різна і залежить в основному від сили вітру в даному районі і підвежової основи.
Звичайно 53-метрові вежі кріплять відтяжками в три яруси, а 41-метрові — в два яруси. Проте якщо вежа встановлена на великоблоковій основі і надійно до неї закріплена, то число ярусів відтяжок може бути зменшено. В кожному ярусі на однаковій висоті встановлюють по чотири відтяжки.
Відтяжки верхнього ярусу 53-метрових веж кріплять до ніг другої зверху секції, середнього ярусу — нижче за верхній балкон, а нижнього ярусу— під нижнім балконом. У 41-метрових веж відтяжки верхнього ярусу кріплять на з'єднанні ніг першої і другої верхніх секцій, а нижнього ярусу — під балоном. На рисунку 4.1,а показана схема кріплення відтяжками 53-метрової вежі.
Якорі для відтяжок верхнього ярусу 53-метрової вежі встановлюють на відстані 50 м від відповідного кута башти, для середнього й нижнього ярусів— відповідно на відстані 45 і 40 м. Якорі для 41-метрових веж розташовують на відстані 35 і 30 м відповідно для верхнього та нижнього ярусів від кута башти. В якості якорів використовують зариті в землю колоди, встановлені в пробурені шурфи труби з шипами і заглиблені спеціальні гвинтові якорі.
Для якорів із колод риють котлован па глибину 1,5—2 м. На колоди надягають петлю з троса і виводять назовні під кутом 45°. Колоди засипають ґрунтом й утрамбовують.
Найбільше поширення набули якорі з труб з шипами. Для таких якорів спеціальними машинами бурять вертикальні шурфи на глибину 2 м. У пробурений шурф установлюють трубу з таким розрахунком, щоб шпильки розташовувалися в площині відтяжки. Для введення шипів у ґрунт трубу натягують трактором, після чого шурф засипають ґрунтом із подальшим трамбуванням. До верхньої частини труби кріплять сергу для приєднання гвинтової стяжки. Якорі встановлюють для кожної відтяжки окремо. До гвинтової стяжки відтяжки кріплять затисками. Перед кріпленням відтяжки гвинти стяжок вигвинчують у крайнє положення. Кінцевий натяг відтяжок досягається обертанням рамок гвинтових стяжок. Гвинтові якорі заглиблюють уручну або спеціальними агрегатами.

## Основи бурових установок
Основи бурових установок призначені для монтажу бурового комплексу та його транспортування з однієї точки буріння на іншу. Монтаж і перевезення бурового комплексу на спеціальних основах сприяють скороченню термінів будівництва бурової і підвищенню оборотності бурових установок. Залежно від способів монтажу і транспортування розрізняють великоблочні й універсальні основи. Універсальні основи дозволяють транспортувати бурові комплекси великими і дрібними блоками, а також окремими агрегатами.
Основа бурових установок являє собою металеву споруду висотою від 3 до 8,5 м, що складається з окремих зварних блоків, які стикуються між собою болтами, стяжками та іншими швидкороз'ємними з'єднаннями.
Число і розміри блоків визначаються способами монтажу і транспортування. Несучі вузли і секції блоків мають роз'ємні з'єднання і являють собою просторові і плоскі ферми, що зварюються із швелерів, двотаврів, кутників, труб і листової сталі. Для зниження тиску на ґрунт опорні поверхні блоків мають достатню площу. Завдяки цьому значно спрощуються фундаменти, які споруджуються для монтажу бурових установок. Габарити і маса блоків з установленим обладнанням обмежуються питомим навантаженням на ґрунт і вантажопідйомністю ваговозів, які використовуються для переміщення бурових установок на іншу точку буріння.
Конструкція блоків основи повинна забезпечити можливість розміщення обладнання бурового комплексу та зручності його монтажу, технічного обслуговування і транспортування за допомогою ваговозів та інших транспортних засобів. Простота і економічність конструкції повинні поєднуватися з достатньою міцністю і жорсткістю основ, що забезпечують їх надійність і працездатність у процесі буріння свердловин і при переміщенні бурового комплексу на іншу точку буріння. Основи повинні мати захист від вібрацій, що виникають внаслідок роботи встановленого на них обладнання. Надмірні вібрації неприпустимі, так як вони призводять до порушення нормального режиму роботи обладнання, стомлення обслуговчого персоналу і передчасного руйнування зварних швів, болтових з'єднань та інших вузлів і деталей основи і встановленого обладнання.